# Jelcz 043
Jelcz 043 — польський міжміський автобус, що вироблявся протягом 1959—1986 підприємством Jelcz, розташованим у місті Єльч-Лясковіце. Модель є ліцензійною копією чехословацького автобусу Škoda 706 RTO. Зважаючи на зовнішній вигляд, отримав прізвисько «огірок» (пол. ogórek).

## Історія

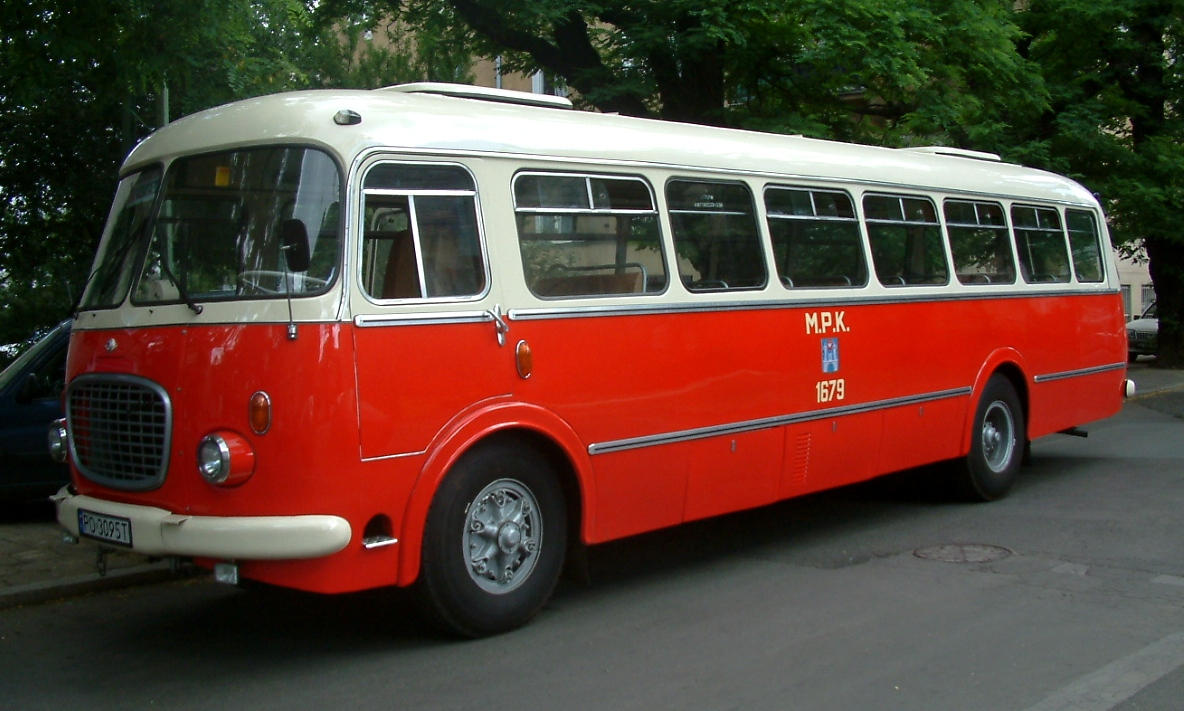
Jelcz 043 у Познані

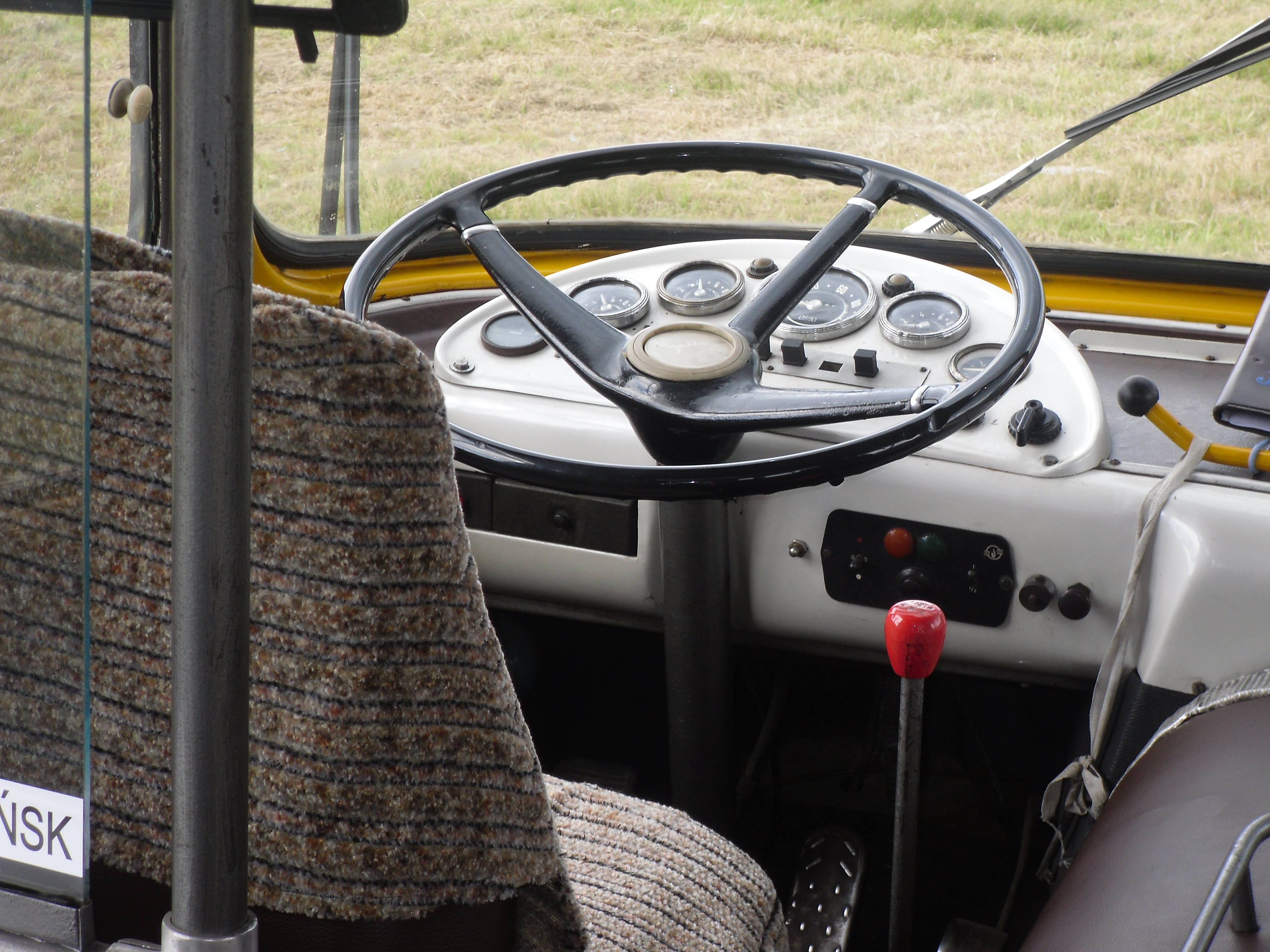
Кабіна водія

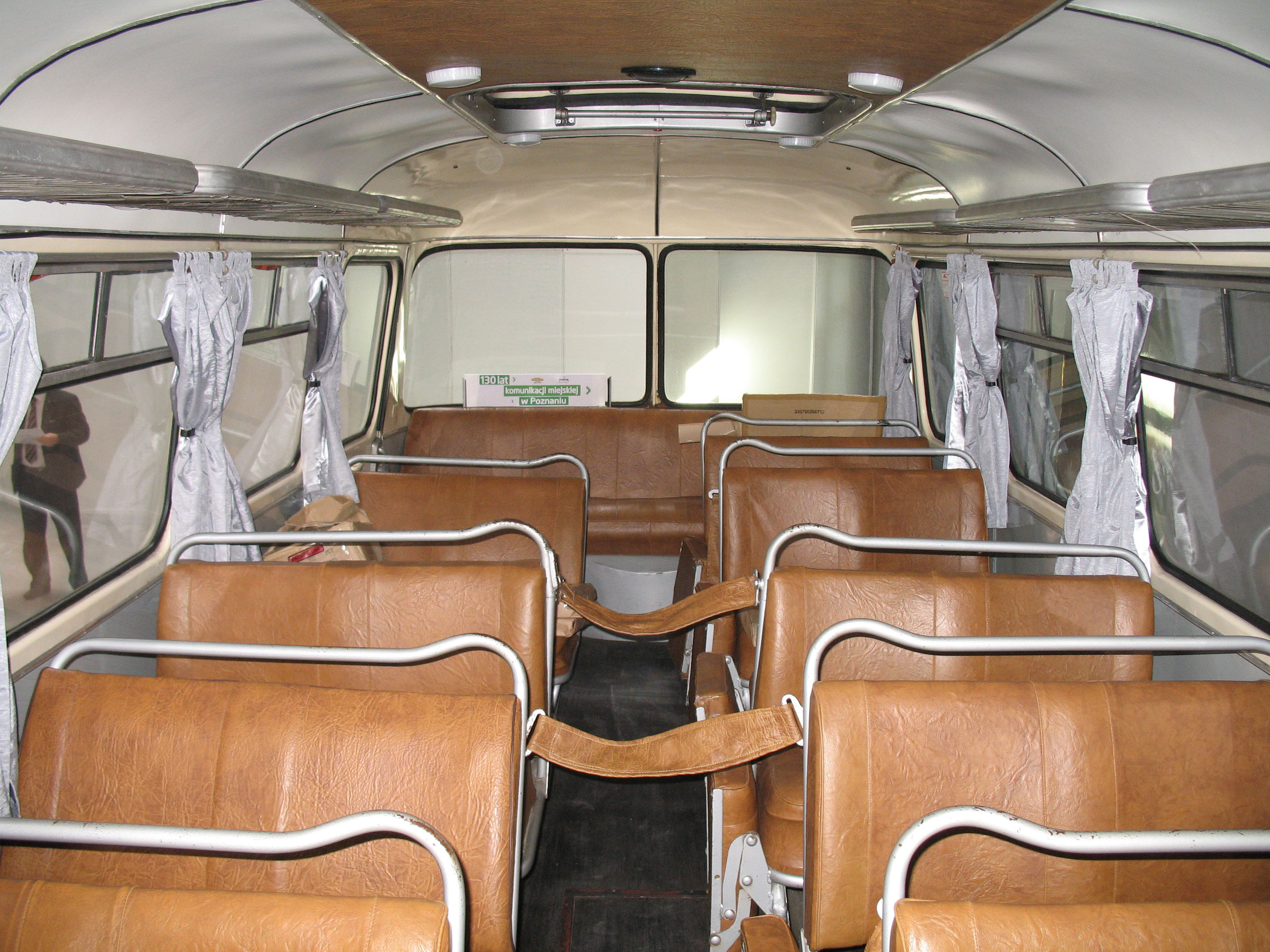
Салон

У післявоєнні часи у Польщі все більше зростала потреба в міжміських перевезеннях. Це змусило державні автобусні транспортні підприємства долучати до рухомого складу автобуси великої місткості. У 1957, зважаючи на відсутність раніше замовлень у єдиного на той час автобусного виробника Sanocka Fabryka Autobusów на автобуси такого типу, розпочалися роботи над конструюванням автобусу Odra A81, основою для якого послугувала вантажівка Żubr A80. Не зважаючи на позитивні результати тестування моделі, було прийнято рішення припинити подальшу її розробку та натомість розпочати співпрацю з чехословацьким підприємством Škoda.
6 грудня 1958 був підписаний договір між польською та чехословацькою сторонами щодо передачі автомобільному заводу Jelcz ліцензії на виробництво міжміського автобусу Škoda 706 RTO з кузовом Karosa, що продукувався в місті Високе Мито. Згідно з умовами договору чехословацька сторона постачала закладу в Єльчі готові шасі, на які ставилися вироблені на цьому закладі кузови. Під кінець 1959 була виготовлена перша пробна серія з 20 (за іншими даними — з чотирьох) автобусів Jelcz 043. У наступному році з налагодженням виробничого процесу було сконструйовано близько 200 тис. одиниць автобусів.
Кузов автобусу Jelcz 043, поставлений на продольну раму з заклепковим з'єднанням, вироблявся із закритих та відкритих сталевих профілів, зварених між собою. Ці профілі з'єднувалися з каркасом за допомогою заклепок. У правій бічній стіні автобусу між передньою та задньою віссю, а також біля задньої частини знаходилися дві одинарні двері шириною 900 мм. У лівій бічній стіні знаходилися двері, призначені для водіїв. Салон, висота якого сягала 1900 мм, був розрахований на перевезення 42 пасажирів на основних місцях та ще 10 на додаткових, які до того ж розкладалися. Облицьований був лакованими деревноволокнистими плитами. Підлога облицьовувалася покритими гумою сосновими дошками. Опалювався салон паливним та водним калориферами. Оскільки під підлогою не можна було вмістити багато багажу, для нього в салоні були передбачені полиці, розташовані над бічними вікнами, а також багажник під дахом, який у більш пізніх серіях вже не монтувався.

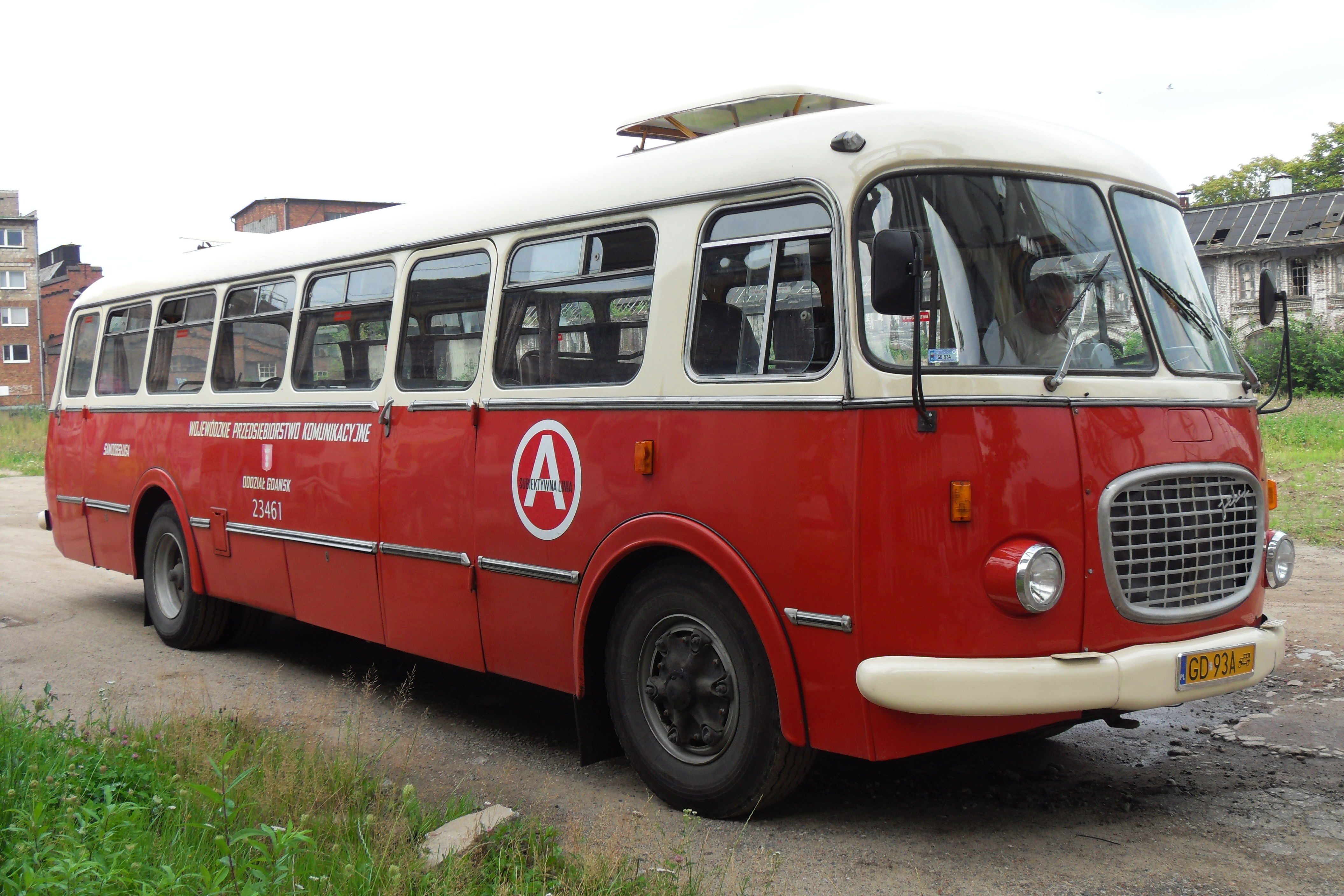
Jelcz 043

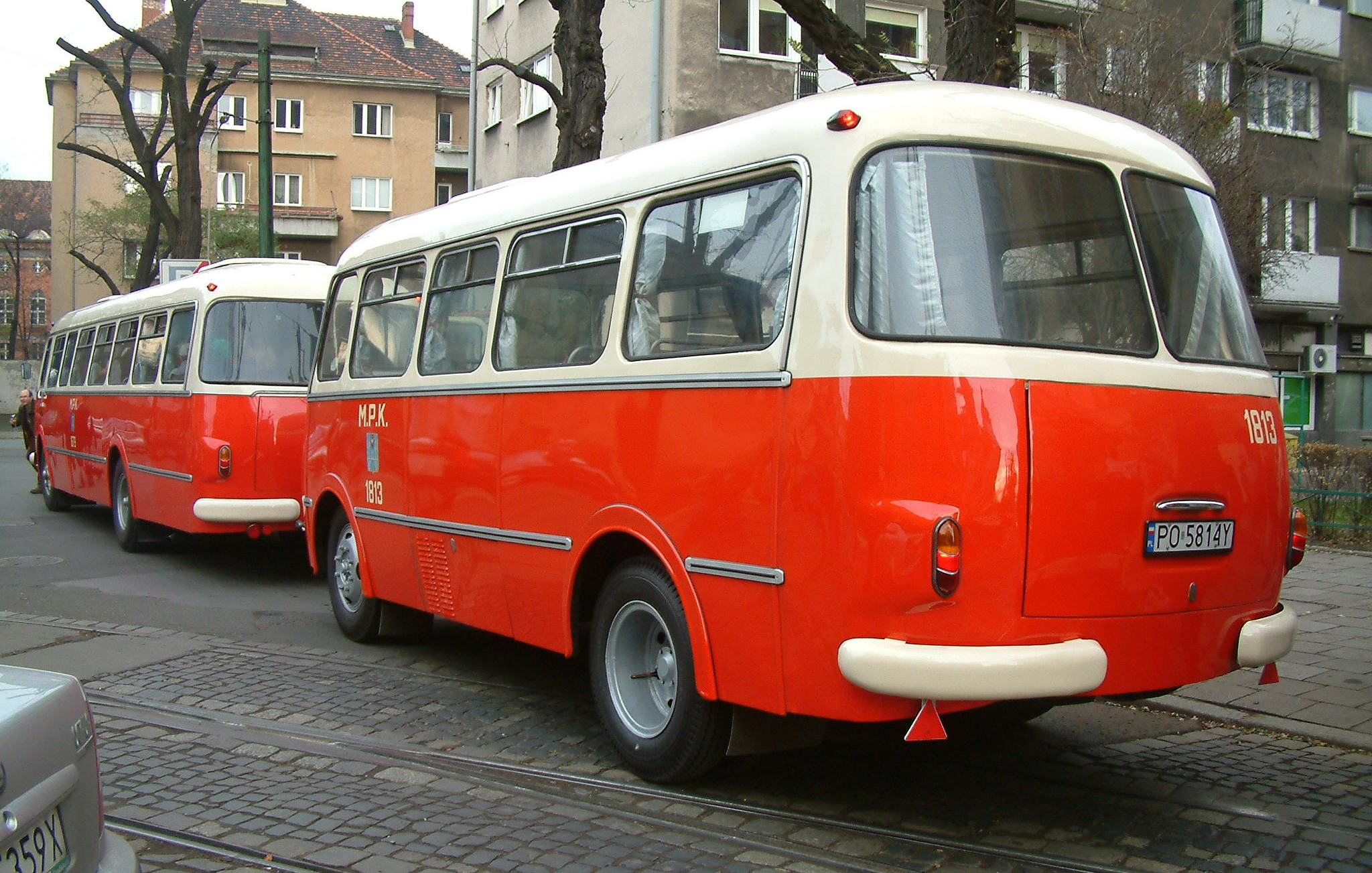
Jelcz 043 з причепом Jelcz PO-1

Рушійною силою автобусу був імпортований з Чехословаччини, вмонтований безпосередньо в систему впорскування палива шестициліндровий дизельний двигун типу Škoda 706RT місткістю 11 781 см3 та максимальною потужністю 117,6 кВт. Двигун поєднаний з ручною не синхронізованою коробкою передач з п'ятьма передачами, знаходився в передній частині автобусу над передньою віссю. Задні колеса рухалися за допомогою спеціального трубоподібного валу. У ходовій частині застосована жорстка передня вісь двотаврового плану, що підтримується поздовжними напівеліптичними ресорами та двома плечовими гідравлічними амортизаторами. Задній міст підвішений на напівеліптичних ресорах, додатково підтримуваних плечовими гідравлічними амортизаторами. Система управління з черв'ячною передачею знаходилася в допоміжній помпі типу AB 125.
Хоча в 1979 розпочався випуск нового міжміського автобусу Jelcz PR110IL, а у 1984 — його модифікованої версії PR110D, виробництво Jelcz 043 продовжувалося до 1986.
На основі Jelcz 043 були сконструйовані міські автобуси Jelcz 272 MEX, Jelcz AP-02 та Jelcz 021, а також туристичні Jelcz 014 Lux, Jelcz 015 Lux і приміський Jelcz 041. У першій половині 1960-х почалося виробництво автобусних причепів Jelcz PO-1, наближених за стилем до Jelcz 043, які, проте, мали іншу конструкцію.
Модернізованою версією Jelcz 043 був Jelcz 044, який мав ідентичний кузов, однак при цьому зовсім іншу систему приводу. Автобус мав двигун ZS типу SW 680/55, який вироблявся у WSK Mielec на підставі ліцензії британського підприємства Leyland. Шестициліндровий двигун, вмонтований в систему впорскування палива, мав потужність 147 кВт при місткості 11,1 дм³. Застосовувалося також однодискове зчеплення, вироблене у WSK Świdnik, та коробка передач із шістьма синхронізованими передачами, виготовлена за ліцензією німецького підприємства ZF. П'ята передача була безпосередньою. Привод переносився на задній міст за допомогою трубоподібного приводного валу, який складався з двох частин. Міст із головною конічною передачею типу Raba імпортувався з Угорщини. Завдяки збільшеній потужності двигуна покращилися тягові властивості, а «повільний» приводний міст забезпечив значну рухому силу, що полегшило рух у місцевостях зі складним рельєфом, завдяки чому ці автобуси ідеально підходили для роботи в гірських місцевостях.